# Portada/article desembre 16

## Tauró de mans llargues
El tauró de mans llargues o camarí (Carcharhinus longimanus) és un tauró pelàgic gran que viu als mars tropicals i temperats càlids. És un tauró de constitució robusta, notable especialment per les seves aletes llargues, arrodonides i amb les puntes blanques. És un animal agressiu, però de moviments lents, que domina els frenesís devoradors, i és un perill pels supervivents de naufragis a l'oceà i d'aeronaus accidentades; ha atacat més humans que totes les altres espècies de taurons juntes. Estudis recents han demostrat que les seves poblacions es troben en un marcat declivi, car les seves grans aletes tenen molt de valor com a ingredient principal de la sopa d'aleta de tauró i, com altres espècies de tauró, el camarí sofreix una pressió creixent per part de la pesca arreu del seu àmbit de distribució.